# ديريك هارتلي
ديريك هارتلي (بالإنجليزية: Derek Hartley)‏ هو مقدم برامج إذاعية أمريكي، ولد في 28 أكتوبر 1969.